# 6686 Герніус
6686 Герніус (6686 Hernius) — астероїд головного поясу, відкритий 22 серпня 1979 року.
Тіссеранів параметр щодо Юпітера — 3,262.